# Zully Moreno
Pour les articles homonymes, voir Moreno.
Zully Moreno (17 octobre 1920, Villa Ballester - 25 décembre 1999, Buenos Aires) est une actrice argentine.